# Yōhei Sugai
Yōhei Sugai (jap. 菅井 洋平 Sugai Yōhei; * 30. August 1985 in Ashikaga) ist ein ehemaliger japanischer Leichtathlet, der sich auf den Weitsprung spezialisiert hat.

## Sportliche Laufbahn
Erste internationale Erfahrungen sammelte Yōhei Sugai im Jahr 2007, als er bei den Asienmeisterschaften in Amman mit einer Weite von 7,69 m den sechsten Platz belegte. Im Jahr darauf erreichte er bei den Hallenasienmeisterschaften in Doha mit 7,70 m Rang vier und 2009 wurde er bei den Asienmeisterschaften in Guangzhou mit 7,78 m Sechster. 2010 nahm er an den Asienspielen ebendort teil und klassierte sich dort mit einem Sprung auf 7,63 m auf dem vierten Platz. Auch bei den Leichtathletik-Asienmeisterschaften 2011 in Kōbe belegte er mit 8,03 m den vierten Platz und 2012 wurde er bei den Hallenasienmeisterschaften in Hangzhou mit 7,54 m Siebter. 
2015 verbesserte er sich in Walnut auf 8,18 m und belegte bei den Asienmeisterschaften in Wuhan mit 7,67 m den sechsten Platz, ehe er bei den Weltmeisterschaften in Peking mit 7,92 m in der Qualifikation ausschied. Bei den Leichtathletik-Hallenweltmeisterschaften 2016 in Portland erreichte er mit 7,35 m Rang zwölf und im Jahr darauf bestritt er in Matsuyama seinen letzten Wettkampf und beendete damit seine aktive sportliche Karriere im Alter von 32 Jahren.
In den Jahren 2008 und 2010 sowie 2011 und 2015 wurde Sugai japanischer Meister im Weitsprung.

## Persönliche Bestleistungen
- Weitsprung: 8,18 m (+1,3 m/s), 18. April 2015 in Walnut
  - Weitsprung (Halle): 7,70 m, 16. Februar 2008 in Doha